# Кевін Брейді
Кевін Патрік Бреді (англ. Kevin Patrick Brady; нар. 11 квітня 1955, Вермілліон, Південна Дакота) — американський політик-республіканець, з 1997 року він є членом Палати представників США від 8-го округу штату Техас (голова Об'єднаного економічного комітету Конгресу).
Навчався в Central High School у Рапід-Сіті, працював співробітником торгово-промислових палат Рапід-Сіті, Бомонту і округу Монтгомері. Пізніше він також закінчив Університет Південної Дакоти у 1990 році і здобув ступінь бакалавра мистецтв (BA). З 1990 по 1996 він був членом Палати представників Техасу.